# 錢士升

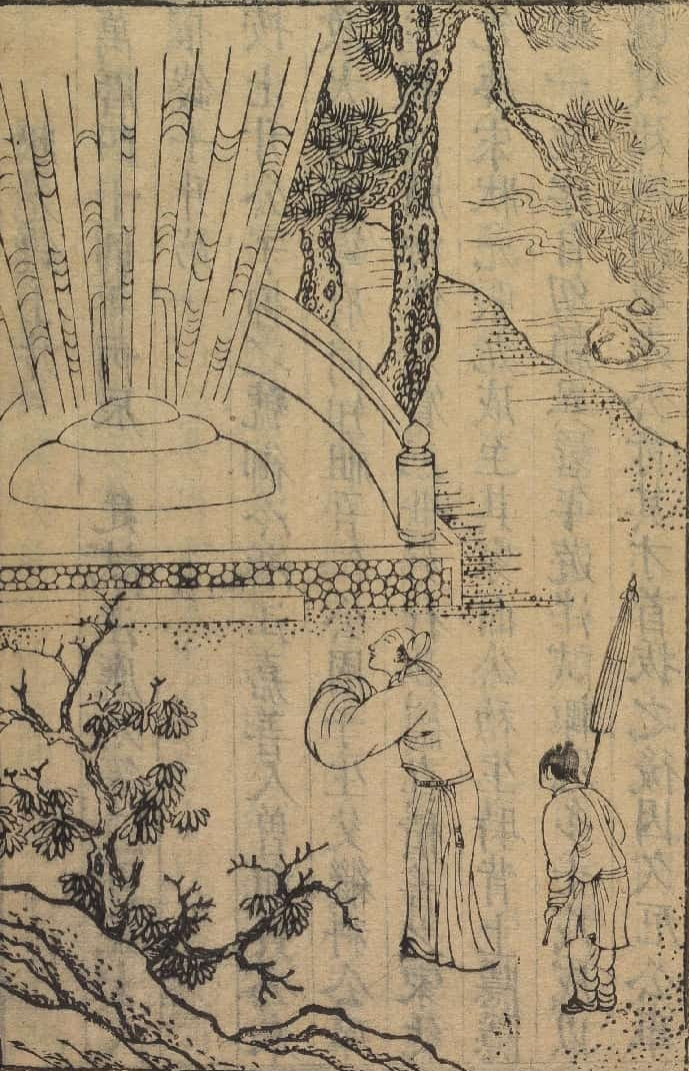
錢士升

錢士升（1575年—1652年），字以時，一字抑之，號御冷，晚號塞庵，浙江嘉興府嘉善縣人，明朝政治人物。

## 生平
錢士升為人熱情好客，精通周敦頤、朱熹的學說，與顧憲成、高攀龍等人是好友。萬曆四十三年（1615年）乙卯科浙江鄉試舉人，四十四年（1616年）聯捷丙辰科一甲第一名進士（狀元）。授翰林院修撰，天啟初年，以贍養母親為由乞歸。魏大中、趙南星遭遇大難，錢士升破產營救。崇禎元年（1628年）起為少詹事，四年（1631年）升南京禮部右侍郎，六年（1633年）九月升禮部尚書兼東閣大學士，七年（1634年）二月加太子太保兼文淵閣大學士，撰「寬、簡、虛、平」四箴以獻，崇禎帝逐漸對其不滿，以「沽名」為罪乞休，九年（1636年）四月稱病致仕歸里。著有《南宋書》《遜國逸書》等。

## 家族
曾祖錢貞，號栢峯；祖父錢吾仁；父錢繼科，號忠所。兄錢士晉，雲南巡撫。子錢栻、錢棅。